# Ricardo Pietreczko
Ricardo Pietreczko (Berlin, 1994. október 20. –) német dartsjátékos. 2014-től a Professional Darts Corporation tagja. 2017-től 2020-ig a British Darts Organisationnél is indult versenyeken. Beceneve "Pikachu".

## Pályafutása

### PDC
Pietreczko 2014-ben részt vett először a PDC European Tour versenyeinek selejtezőin, de sokáig nem tudott kvalifikálni egyetlen nemzetközi versenyre sem. Országos szinten azonban sokkal jobban teljesített és bejutott a német Super League Darts elődöntőjébe. 2016-ban a német csapat tagjaként részt vett a 4 Nations Cup tornán, amelyen egyéniben az elődöntőig jutott, ahol 3–5-re kikapott Wesley Harmstól.
2017 elején a Dinslaken Open-en döntőt játszott, ahol kikapott Daniel Zygla ellen. A WDF World Cup-on egyéniben az elődöntőig jutott, ott 6–1-re az ausztrál Raymond Smith bizonyult jobbnak nála. Ezenkívül a World Masters nagytornán is részt vett, ahol a negyedik körben 3–0-ra kikapott Neil Dufftól.
2018 február végén Pietreczko megnyerte a Donnersberg Cup-ot Rockenhausenben, június közepén pedig először nyerte meg a német dartsbajnokságot. Szeptember elején végre kvalifikálta magát első PDC European Tour versenyére is, amely az International Darts Open volt, de az első fordulóban 6–4-re vereséget szenvedett Ryan Searle-től. A WDF Europe Cup-on egyéniben ezúttal a harmadik kör jelentette számára a végállomást, ahol Ross Montgomerytől kapott ki; páros és csapatversenyben a torna korábbi szakaszában már kiesett.
A 2018-as World Masters-en az ötödik körig jutott, ahol 3–1-re kikapott a kiemelt Willem Mandigerstől. 2019 májusában kvalifikálta magát a European Darts Grand Prix-re, ahol az első körben Jamie Hughes-tól szenvedett 6–1-es vereséget. 2020 októberében a European Darts Grand Prix-n az első fordulóban 6–1-re sikerült legyőznie Luke Woodhouse-t, a második körben viszont kikapott José de Sousától. 2021-ben részt vett a PDC Challenge Tour eseményein.
Pietreczko 2022 januárjában megszerezte a Tour Card-ot a PDC Q-School versenysorozatán. A UK Open-en a második körig jutott, ahol Zoran Lerchbacher-től szenvedett vereséget. Októberben játszhatta első elődöntőjét a PDC Pro Tour-on, a Players Championship 28. állomásán, ahol legyőzte Ryan Meikle-t, Gabriel Clemens-t és Ross Smith-t is. Végül Luke Humphries ejtette ki 7–2-re. A Players Championship Finals nagytornán az első körben 6–5-re legyőzte Damon Hetát, majd a második körben 6–3-as vereséget szenvedett Callan Rydz-től.
A 2023-as UK Open második fordulójában Jelle Klaasen elleni 6–1-es vereséggel kezdte a szezonját. A European Darts Open-en Geert Nentjes, Peter Wright és Stephen Bunting felett aratott győzelmeinek köszönhetően bejutott a torna negyeddöntőjébe, ahol 6–5-re kapott ki Rob Cross-tól.
Pietreczko a 2023-as German Darts Championship tornán megszerezte első tornagyőzelmét a PDC-nél, amelynek döntőjében 8–4 arányban Peter Wrightot sikerült legyőznie.

## Világbajnoki szereplései

### PDC
- 2024: Harmadik kör (vereség  Luke Humphries ellen 3–4)
- 2025: Negyedik kör (vereség  Nathan Aspinall ellen 0–4)

## Tornagyőzelmei
| European Tour Events - German Darts Championship: 2023 | - German Championship: 2018 - Donnersberg Cup: 2018 - DDV Flensburg: 2020 - DDV Nürnberg Open Open: 2019 - DDV Steinfurt: 2019 - DDV Warsteiner Open: 2018 |

## Fordítás
Ez a szócikk részben vagy egészben  a   Ricardo Pietreczko című angol Wikipédia-szócikk ezen változatának fordításán alapul.  Az eredeti cikk szerkesztőit annak laptörténete sorolja fel. Ez a jelzés csupán a megfogalmazás eredetét és a szerzői jogokat jelzi, nem szolgál a cikkben szereplő információk forrásmegjelöléseként.